# إليزابيث تشارلوتا كارستين
إليزابيث (بالسويدية: Elisabeth Charlotta Karsten)‏ تشارلوتا كارستين (1789 – 1856) ، رسامة سويدية.
ولدت في ستوكهولم. ابنة كل من كريستوفر كريستيان كارستن وصوفي ستيبنوفسكا. وأخت صوفي كارستن. كانت طالبة كارل يوهان فهلكرانتز ‏. رسمت مناظر طبيعية ونسخت باستخدام الألوان الزيتية أعمال كل من رويسديل و فيرنت . كانت تستخدم الألوان الزيتية والغواش في أعمالها. كانت ممثلة في معارض الأكاديمية الملكية السويدية للفنون في ستوكهولم بين 1804 و 1810.
تزوجت من الجنرال الروسي سيمون كاشانوف في عام 1818 ، وانتقلت معه إلى داغستان .